# کوکسویل (ویسکانسین)
کوکسویل (به انگلیسی: Cooksville) یک منطقهٔ مسکونی در ایالات متحده آمریکا است که در شهرستان راک، ویسکانسین واقع شده‌است. کوکسویل ۲۶۹٫۱۴ متر بالاتر از سطح دریا واقع شده‌است.